# بایکی-یونس‌اوو
بایکی-یونس‌اوو (انگلیسی: Bayki-Yunusovo) یک شهرک در شهرستان کاراایدلسکی استان باشقیرستان کشور روسیه است.